# Sertularella pseudocostata
Sertularella pseudocostata är en nässeldjursart som beskrevs av Vervoort 1993. Sertularella pseudocostata ingår i släktet Sertularella och familjen Sertulariidae. Inga underarter finns listade i Catalogue of Life.